# Douglas Corrigan
Douglas Corrigan (22 de enero de 1907 – 9 de diciembre de 1995), conocido por el apodo Wrong Way ("camino equivocado" o "dirección errónea") fue un aviador estadounidense nacido en Galveston, Texas. En 1938, tras un vuelo transcontinental desde Long Beach, California, hasta Nueva York, voló desde Nueva York hasta Irlanda a pesar de que su vuelo supuestamente debería ser de vuelta a California. Declaró luego que su vuelo, no autorizado, fue debido a un error de navegación debido a niebla que le impidió ver el terreno y a pobre luz natural que le impidió ver la brújula. Sin embargo Corrigan era un experto mecánico de aviación (fue uno de los constructores del Spirit of St. Louis, el avión en el que Charles Lindbergh cruzó el océano Atlántico) y un atrevido aventurero habitual que había hecho varios cambios en el avión para prepararlo para el vuelo transatlántico. Entre 1935 y 1937 solicitó varias veces permiso para el vuelo transatlántico pero siempre le fue denegado y, aunque nunca lo confesó, lo más probable es que su vuelo hecho sin permiso fue hecho deliberadamente en protesta contra la burocracia. Sin embargo siempre mantuvo que fue un error. El vuelo y la forma en que lo hizo le dio gran fama en su tiempo.